# Transport ferroviaire en Suisse
Plan
Le transport ferroviaire en Suisse se caractérise par un réseau de chemin de fer dense et relativement décentralisé de 5 124 km de lignes et par une desserte assez fine et cadencée du territoire. La majeure partie du réseau suisse (3 754 km) est en voie normale de 1 435 mm, viennent ensuite les voies en 1 000 mm (1 312 km), plus 68,5 km de voie de moins de 800 mm et une toute petite ligne de 1,96 km qui a un écartement de 1 200 mm. Le réseau est en grande partie (4 984 km) électrifié en alternatif, selon les normes allemandes avec du 15 kV 16 Hz 2/3, à l'exception de quelques tronçons transfrontaliers.
Les quatre principales entreprises actives sont les Chemins de fer fédéraux suisses (SBB-CFF-FFS), société anonyme appartenant à la confédération suisse opérant sur l'ensemble du pays avec 3 011 km de ligne, le Chemin de fer du Lötschberg (BLS), actif principalement dans la région de Berne avec 449 km de ligne, les Chemins de fer rhétiques (RhB), basés dans le canton des Grisons avec 366 km de ligne en voie étroite de 1 000 mm et enfin les Matterhorn-Gotthard Bahn (MGB) entre Zermatt et Disentis, avec 144 km de ligne dans le même écartement que les RhB.
Le réseau est ouvert aux marchandises et aux voyageurs ; 61,8 millions de tonnes ont été transportées en 2009, dont un important pourcentage pour le trafic transalpin ; la même année, 437 millions de voyages en trains ont été effectués, en grande partie autour des agglomérations et sur les lignes Est-Ouest; le réseau de grandes lignes est complété par de nombreuses lignes régionales.
Le réseau ferroviaire suisse se distingue par le nombre élevé d'ouvrages d'art, avec d'importants viaducs et tunnels ayant mobilisé des moyens importants pour leur construction. Les ouvrages d'art les plus connus sont le tunnel du Simplon et celui du Saint-Gothard, ils font partie des plus grands tunnels construits à la force humaine. Pour assurer l'augmentation du trafic transalpin, plusieurs tunnels importants ont été construits, tels que le nouveau tunnel du Lötschberg, fini en 2007, et le tunnel de base du Saint-Gothard, ouvert en décembre 2016.

## Organisation générale
Le réseau ferré suisse est dense et peu centralisé, il est long de 5 129 km (2008). La majorité du réseau est en voie normale de 1 435 mm, mais il y a une part non négligeable en voie étroite (1 409 km), surtout sur les lignes régionales (voir carte), en tout, 28 compagnies exploitent ce réseau à voie étroite :
- 1 435 mm (écartement normal) : 3 681 km (3 641 km électrifiés)[1]
- 1 200 mm : 1,9 km
- 1 000 mm : 1 312 km[n 1] (1 280 km électrifiés)
- 800 mm : 55,4 km (44,7 km électrifiés)
- 750 mm : 13,1 km (totalement électrifiés)

Il y a en plus 51 lignes de funiculaires non décomptées ici.

## Structure du réseau

### Grands axes

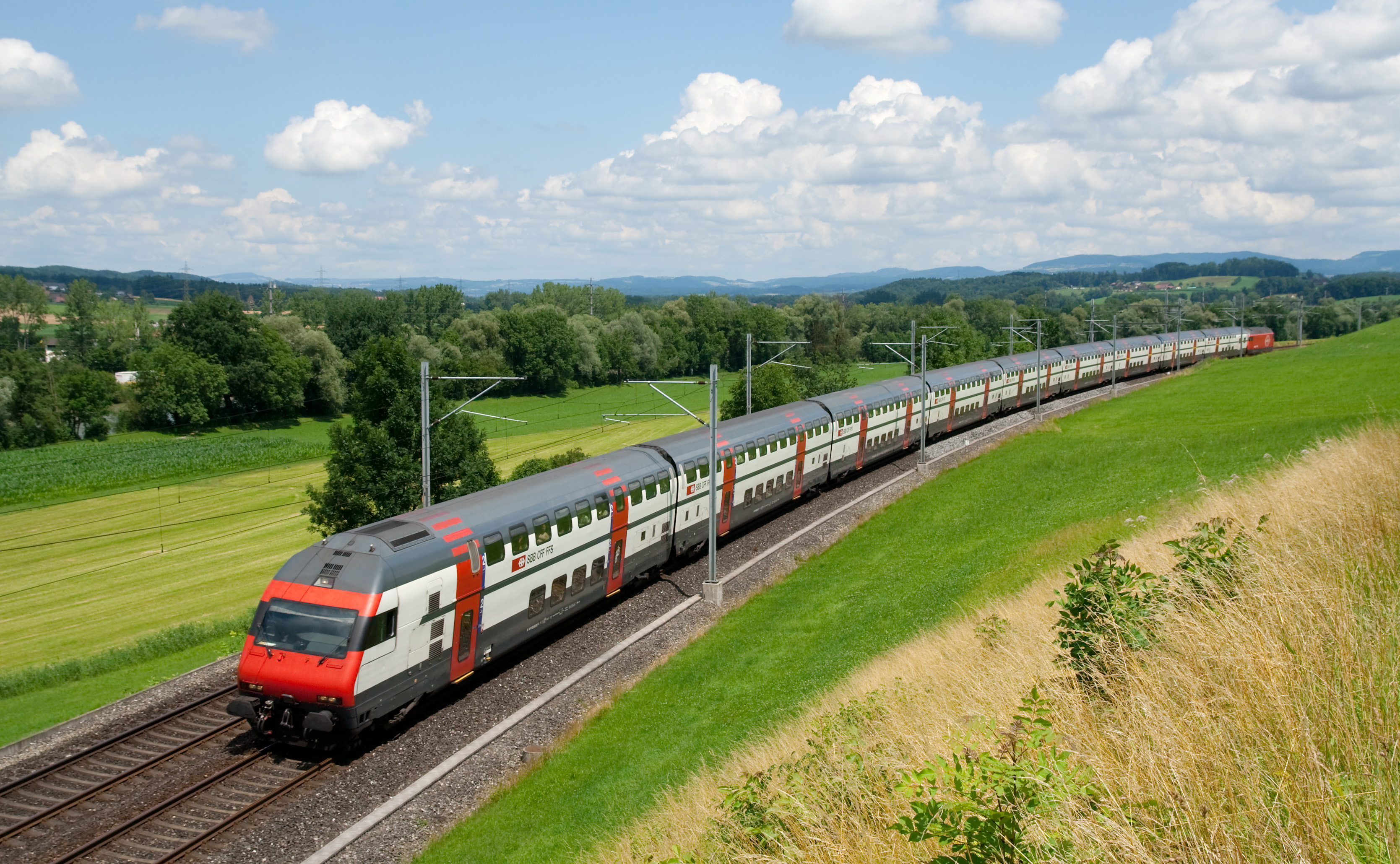
Un train InterCity IC2000 à deux niveaux des CFF

Plus de deux millions d'habitants, soit près d'un quart de la population suisse, vivent dans les communes traversées par l'InterCity 1

Le réseau est structuré par deux axes majeurs, l'un est-ouest et l'autre nord-sud. Ces axes sont considérés comme vitaux pour la Suisse en raison du transit important qu'ils permettent.
L'axe est-ouest reliant Genève (Genève-Aéroport) (à l'ouest) à Saint-Gall (à l'est) en passant par les principales agglomérations du pays tel que Zurich, Berne, Lausanne, Olten, etc. Il sert surtout au trafic voyageur et au transit de marchandises nationales, contrairement à l'axe nord-sud basé sur le transit international principalement. De nombreux travaux d'amélioration ont été entrepris ou programmés sur cet axe comprenant la création de lignes nouvelles (ligne Mattstetten-Rothrist) et de contournements (contournement de Baden). L'acquisition de matériel performant a également contribué à réduire les temps de parcours et augmenter les cadences sur cet axe.
L'axe nord-sud est composé de deux lignes, l'une transitant par le tunnel de base du Lötschberg et l'autre par le tunnel du Saint-Gothard. Pour répondre aux prévisions d'augmentation du trafic des tunnels de base ont été construits. Leur cahier des charges prévoit une vitesse de 250 km/h et des rampes maximales inférieures à 1 %. Parmi eux il y a le tunnel de base du Lötschberg sur l'axe homonyme de 34 km de long, le premier des tunnels du programme mis en service. Sur l'axe du Saint-Gothard, trois tunnels sont en construction : le tunnel de base du Saint-Gothard, celui du Ceneri et celui du Zimmerberg. Leur longueur est respectivement de 55, 22 et 15 km ; ils sont programmés par ordre pour 2016, 2018 et 2016.

### Lignes principales

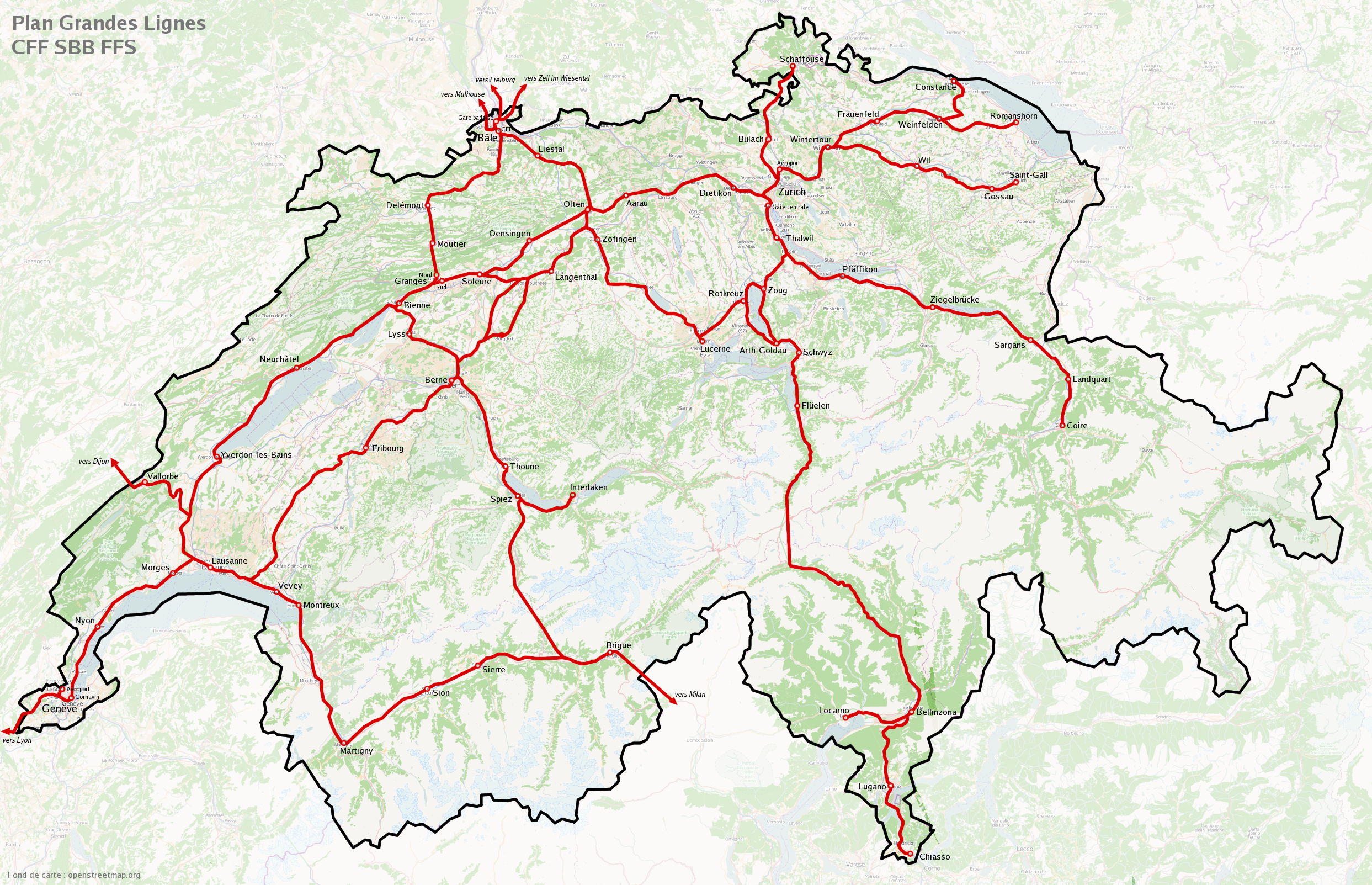
Plan obsolète (2013) des principales lignes en Suisse (en rouge).

- Vitesse opérationnelle max 310-320 km/h
- Vitesse opérationnelle max 270-300 km/h
- Vitesse opérationnelle max 240-260 km/h
- Vitesse opérationnelle max 200-230 km/h
- En construction avec vitesse opérationnelle max ≥ 200 km/h
- Vitesse opérationnelle max < 200 km/h

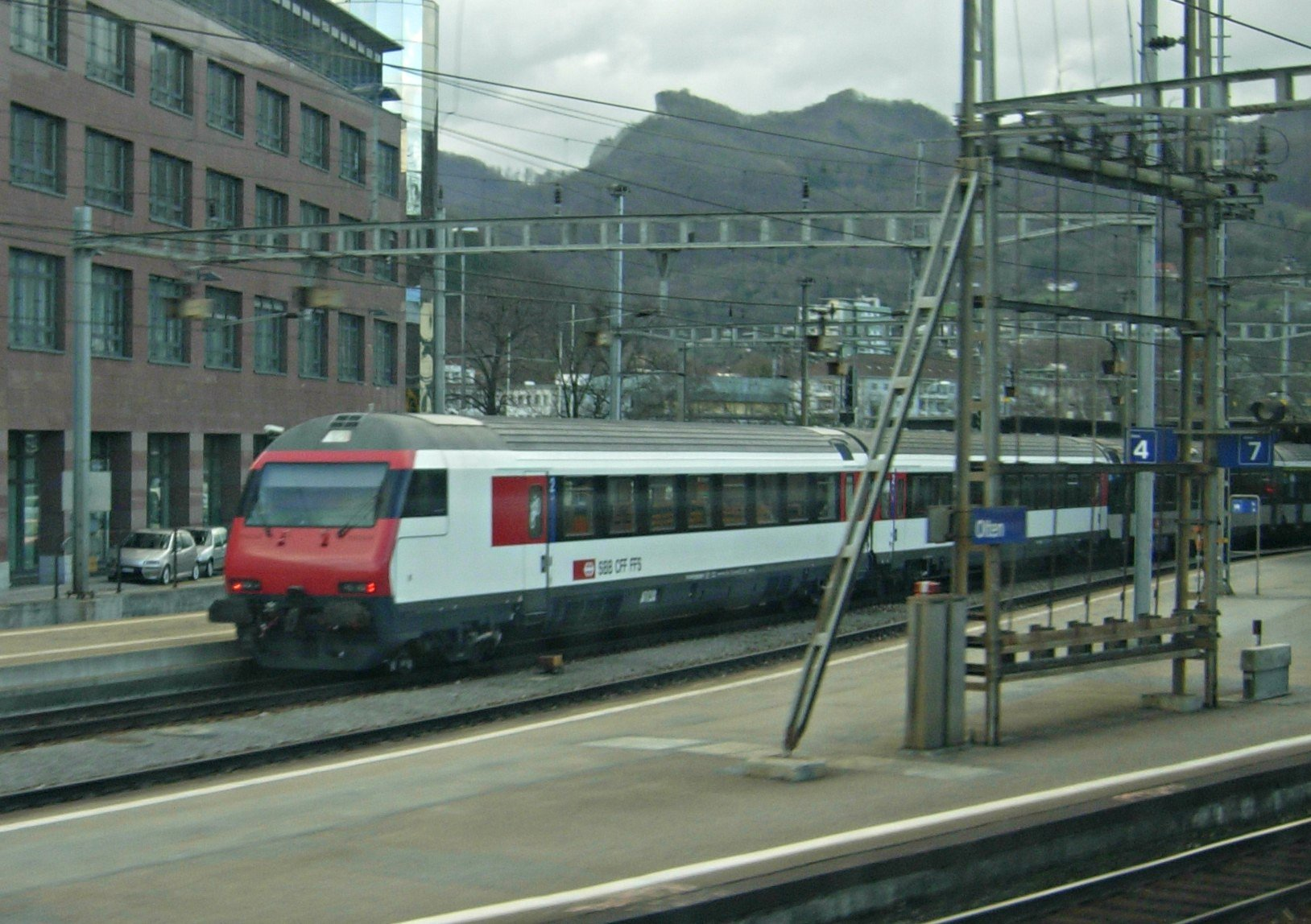
Un train composé de VU IV à Olten

Les lignes sont dites principales pour le trafic voyageur lorsqu'elles sont fréquentées par des trains d'une certaine importance, ceux-ci sont : les InterCitys, les InterRegios,, les ICE, les Cisalpino, les TGV et les EuroCity. Pour le fret, une ligne importante se dit selon le nombre de tonnes transportées, celles-ci se situent aux environs de 2 millions de tonnes/année.
Les lignes à grande vitesse telles que la ligne Mattstetten-Rothrist ou les tunnels ferroviaires construits ou en construction sous les Alpes, sont ou seront ouverts aux marchandises et aux passagers ; les tunnels sous les Alpes étant construits surtout pour les marchandises. Ces lignes ne font pas comme en France ou au Japon des nouvelles dessertes directes, mais des raccourcis à la ligne de base et/ou des augmentations de vitesses, qui conduisent en tout cas à une baisse du temps de trajet.
En Suisse, les lignes principales sont toutes à voie normale de 1 435 mm et sont toutes électrifiées en 15 000 V alternatif 16 Hz 2/3, à l'exception de 17 km de voie vers la France depuis Genève électrifiée en 25 000 V alternatif 50 Hz (en 1 500 V continu du 20 septembre 1956 au 15 juillet 2014). Cependant, les lignes principales ne sont pas forcément des lignes rapides; par exemple sur la ligne Berne-Lausanne les trains dépassent rarement les 115 km/h.
La plupart des lignes principales appartiennent aux CFF, à l'exception des tronçons ou des lignes de la région de Berne, appartenant pour la plupart au BLS, dont l'important axe des deux tunnels du Lötschberg.
Sur ces lignes circulent presque tout le temps des trains moins importants tels que les RER, régionaux, etc.
Les lignes principales sont tracées selon les axes est-ouest et nord-sud.

#### Liste des lignes importantes est-ouest

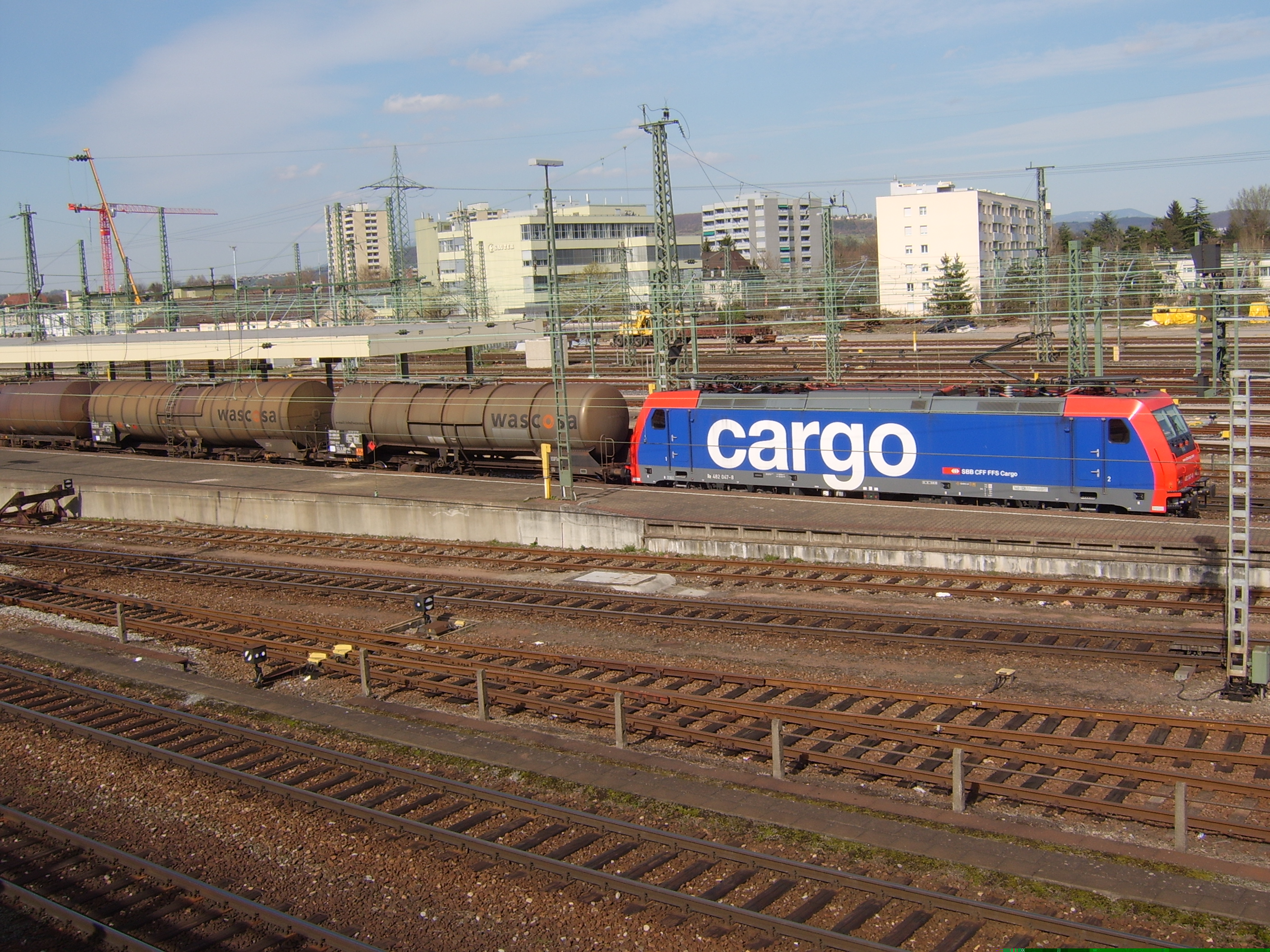
Train de marchandise en gare de Bâle Badischer Bahnhof

- (France) - Genève - Lausanne - Fribourg - Berne - Olten - Zurich - Winterthour - Saint-Gall[n 9]
- Genève/Lausanne - Neuchâtel - Soleure - Olten - Zurich - Winterthour - Saint-Gall[n 9]
- Genève - Lausanne - Vevey - Martigny - Sion - Brigue - tunnel du Simplon - (Italie)[n 10]
- Genève/Lausanne - Neuchâtel - Bienne - Delémont - Bâle - (Allemagne)
- (Allemagne) - Bâle - Olten - Zurich - Coire

#### Liste des lignes importantes nord-sud
- (Allemagne) - Bâle - Olten - Lucerne - Arth - tunnel du Saint-Gothard - Locarno/Lugano - (Italie)[n 11]
- (Allemagne) - Schaffhouse - Zurich - Arth - tunnel du Saint-Gothard - Locarno/Lugano - (Italie)[n 11]
- Neuchâtel - Berne - Thoune - tunnel de base du Lötschberg - Brigue - tunnel du Simplon - (Italie)[n 12]

### Lignes régionales

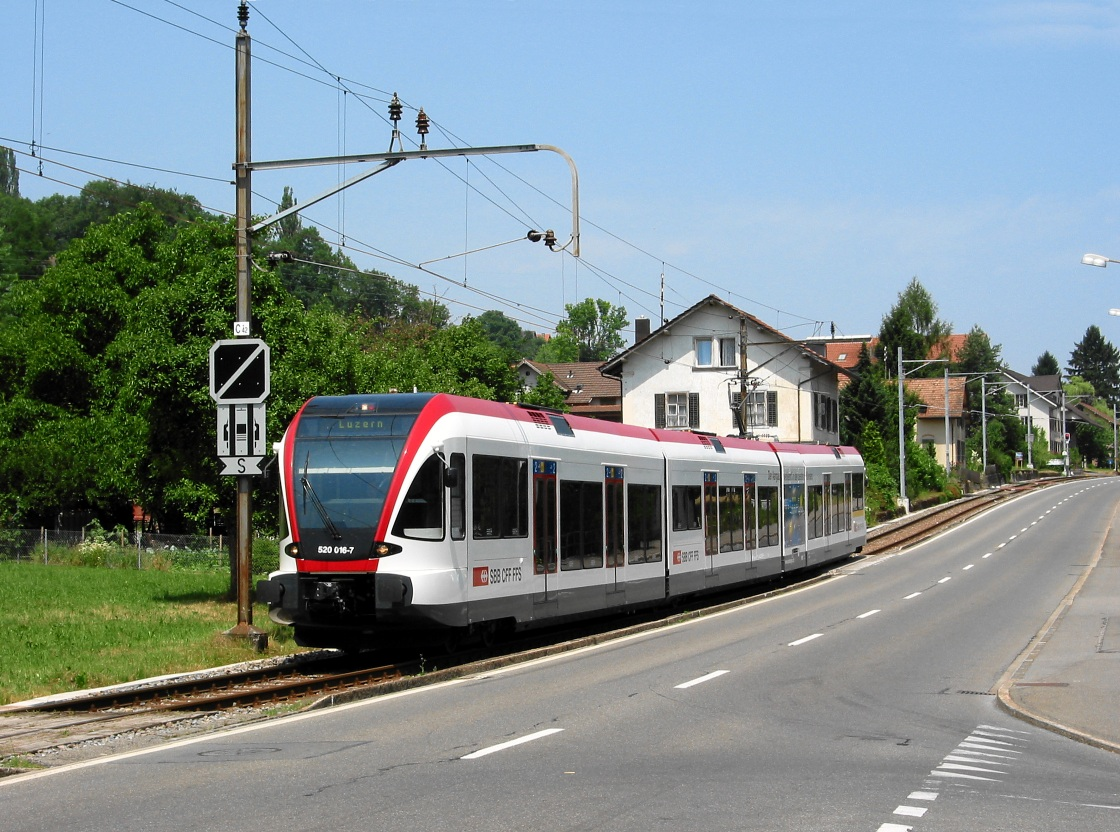
Une rame RABe 520 de Stadler Rail sur une ligne régionale vers Beinwil am See dans le canton d'Argovie.

Ces lignes sont généralement desservies par des Regio et parfois par des RegioExpress. Les lignes régionales ont pour but premier de relier des localités secondaires entre elles, alors qu'un RER relie une ville principale à des localités secondaires. Le Regio fait un arrêt dans toutes les petites gares, alors qu'un RegioExpress s'arrête dans tous les gares de moyenne importance régionale.

La plupart des lignes régionales se trouvent dans le nord de la Suisse et sur le Plateau.

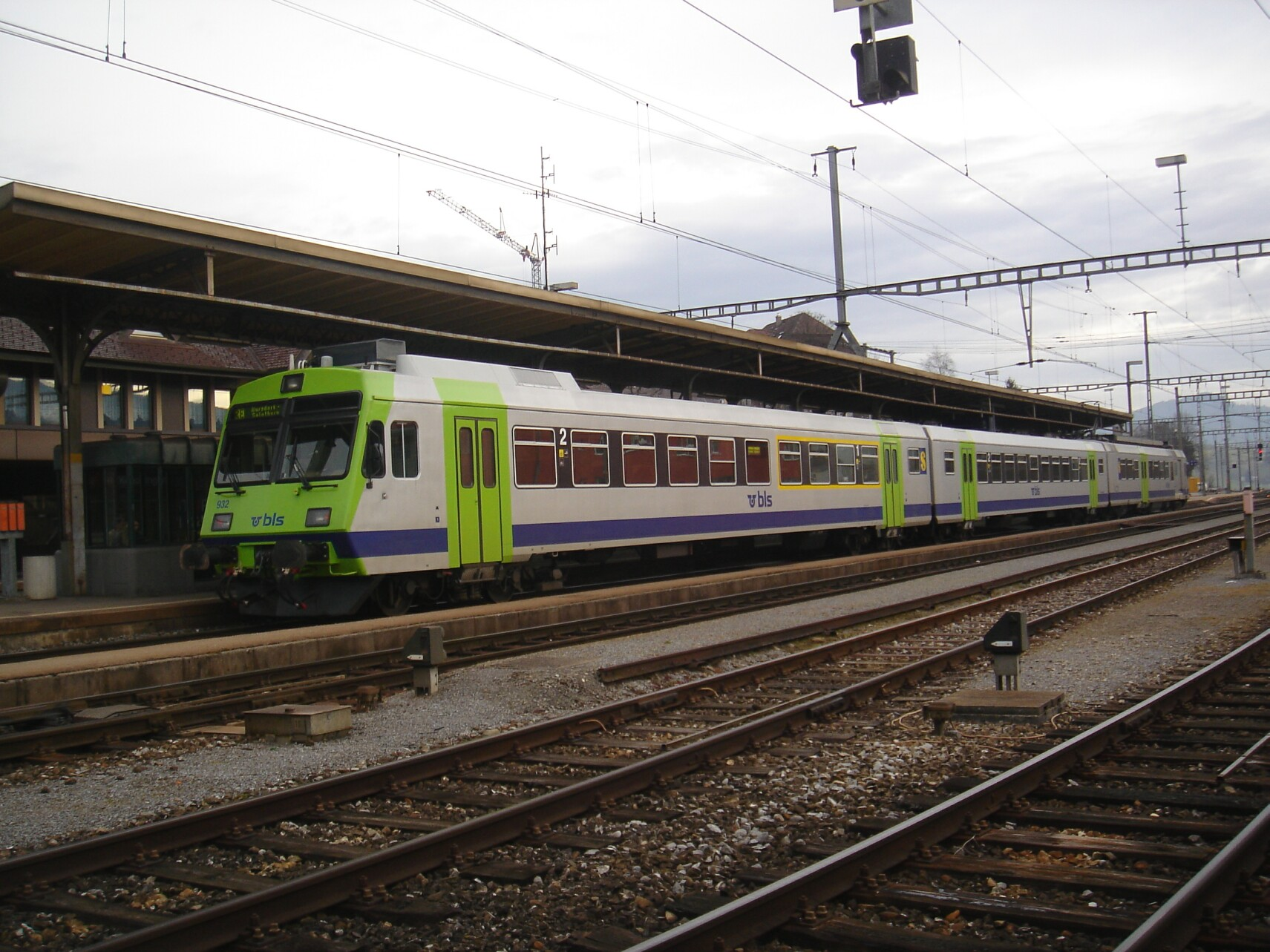
Une rame régionale des BLS à Konolfingen

Certaines lignes régionales peuvent aussi être classifiées touristiques, comme le réseau des Chemins de fer rhétiques (RhB) dans les Grisons, qui assure une desserte d'importance régionale, mais qui est aussi très prisé par les touristes.
Les lignes régionales sont en voie normale et en voie métrique, avec quelques exceptions en voie étroite comme la ligne Montreux-Glion-Rochers de Naye. Elles sont toutes électrifiées, généralement en 15 000 V 16 Hz 2/3 pour les voies normales ou en d'autres systèmes pour les voies étroites, comme la ligne de la Bernina sur le réseau Rhb toujours qui est alimentée en 1 000 V continu.
Il y a parfois confusion avec les lignes de RER, qui relient la périphérie à la ville-centre; cependant, certaines lignes de RER commencent sur des lignes dit régionales et finissent sur des lignes dit urbaines. Il peut même y avoir en certains cas des lignes appelées RER, malgré le fait qu'elles ne soient pas en environnement urbain, dans ces cas là, c'est généralement en raison de leur complémentarité aux réseaux de RER.

### Lignes urbaines et d'agglomérations

#### Métro

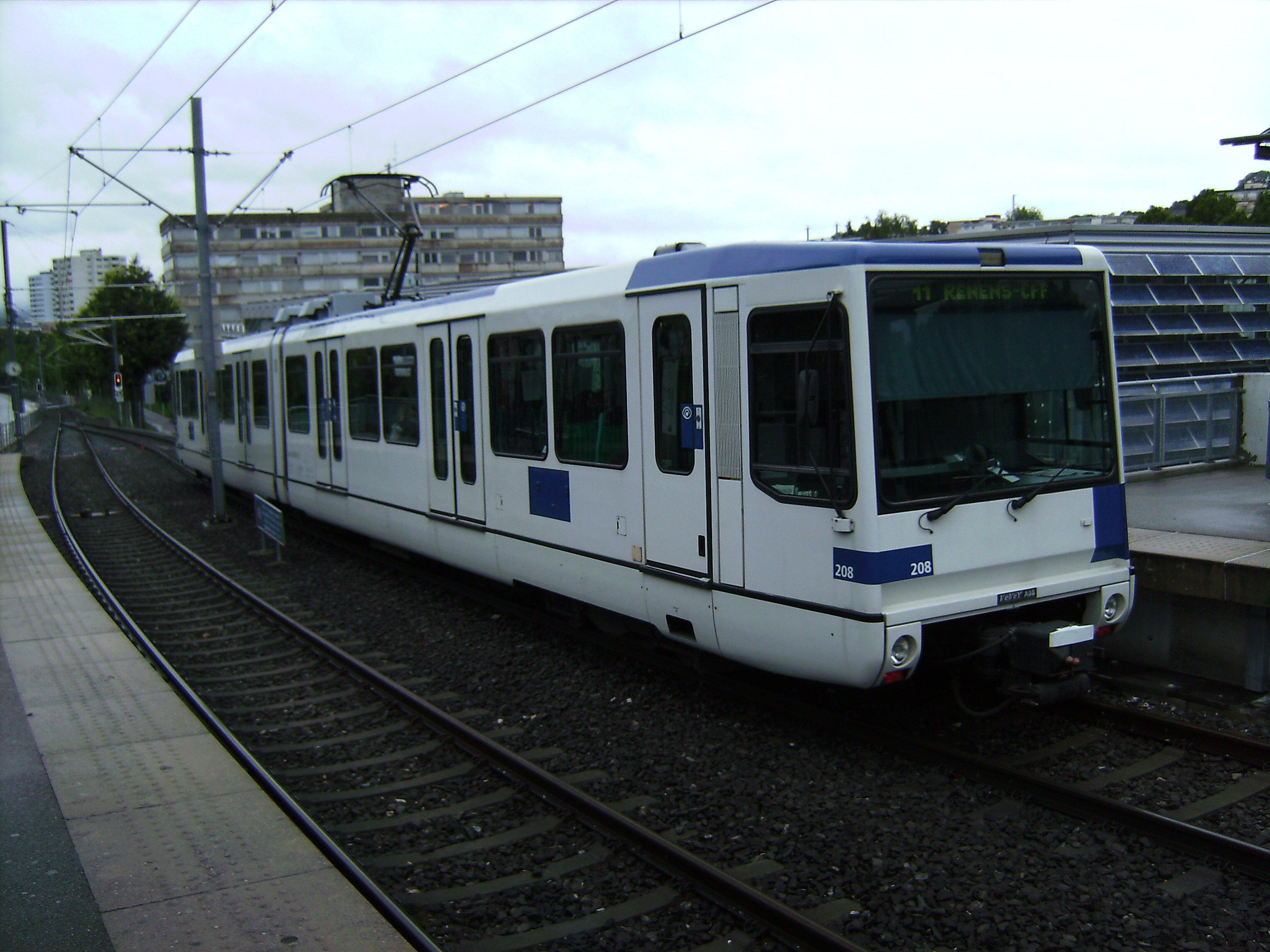
Une rame du métro de Lausanne

Il existe en Suisse un seul réseau de métro. Il est situé à Lausanne. Ce réseau possède 2 lignes et 28 stations pour une longueur totale de 13,7 km.

#### Réseau express régional

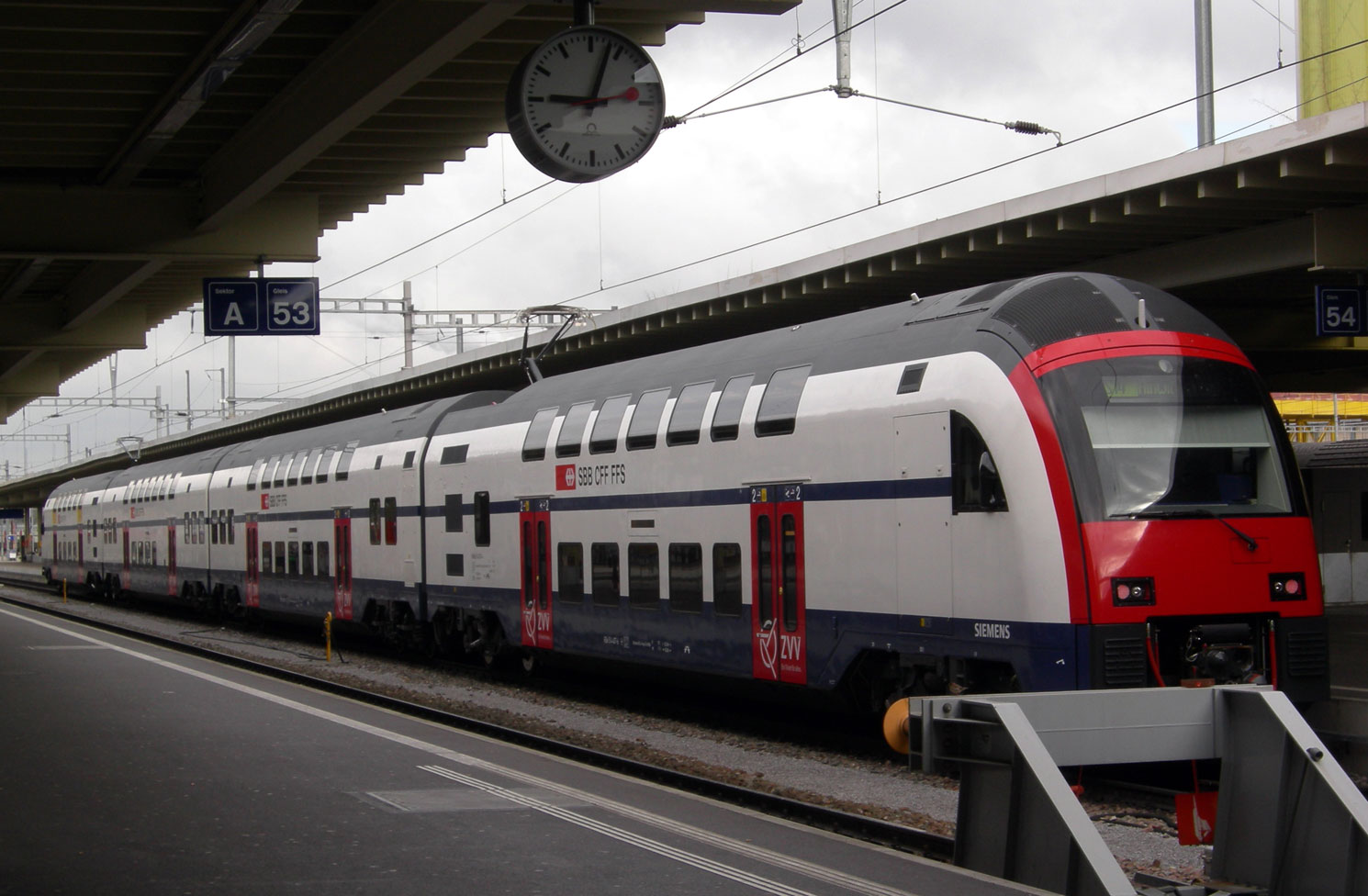
Une rame de RER à Zurich

En Suisse, les trains de banlieue ou d'agglomération sont appelés RER (S-Bahn en allemand). À noter que même dans les régions francophones la ligne d'un RER est appelée S#, # étant le numéro de la ligne (On dira donc Voie 2, entrée de la S3 pour... et non pas Voie 2, entrée du RER ligne 3 pour...). A noter la particularité du réseau du Léman Express qui adopte une numérotation précédée du L# à la place du S# (L1 à L6).
Les RER en Suisse :
- RER argovien, Canton d'Argovie

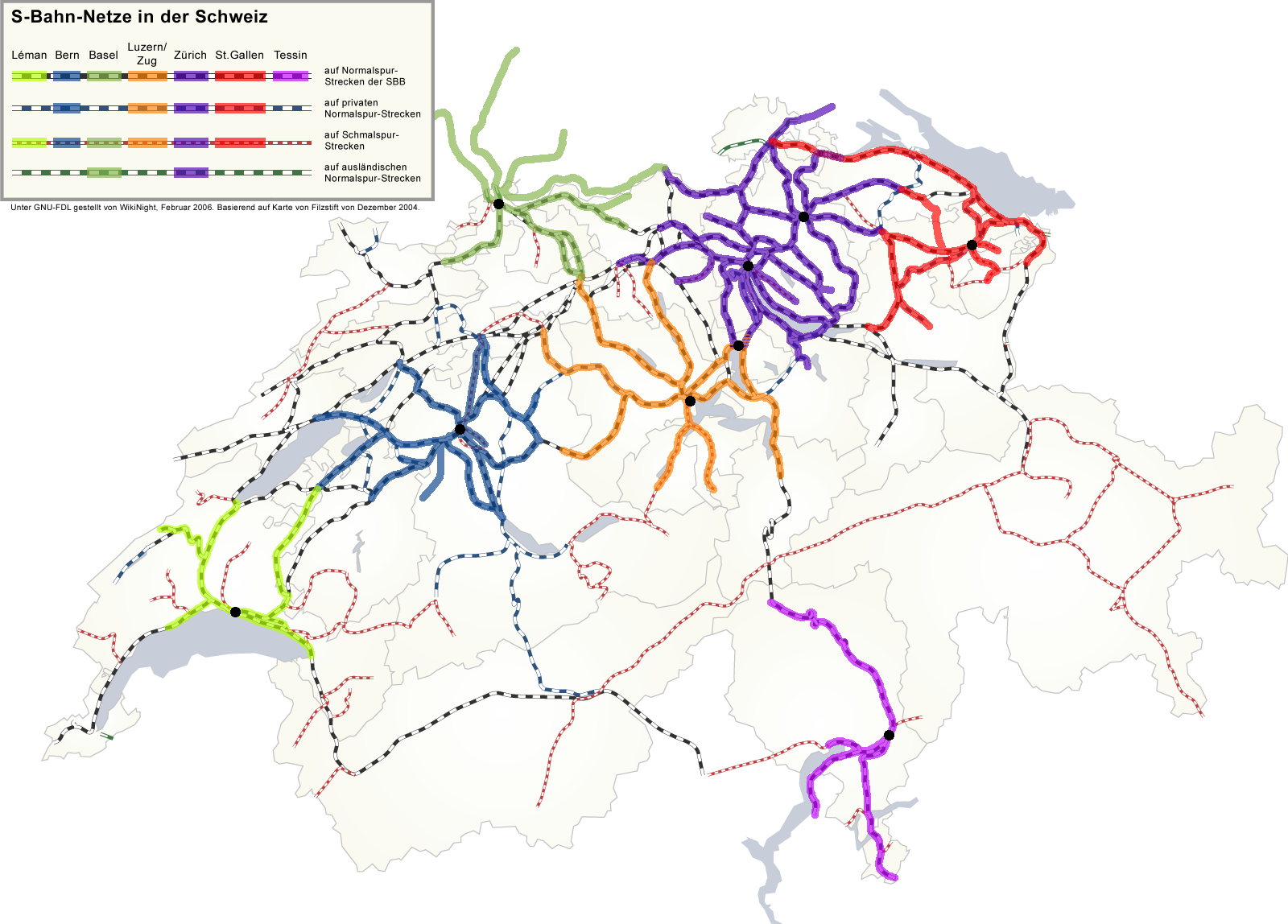
Carte des différents RER en Suisse

- RER bâlois, agglomération Bâle - Mulhouse - Fribourg-en-Brisgau
- Réseau express régional bernois, agglomération de Berne
- RER fribourgeois, région de Fribourg
- Léman Express (RER genevois), agglomération transfrontalière du Grand Genève
- RER lucernois, agglomération Lucerne - Zoug
- RER saint-gallois, agglomération de Saint-Gall - Frauenfeld
- RER tessinois, Lugano - Locarno - Bellinzone
- RER vaudois, Canton de Vaud
- RER zurichois, agglomération de Zurich

Le premier RER est celui de Zurich. Construit à partir de 1981 et mis en service en 1990 c'est également le plus dense. Depuis, des réseaux ont été créés dans la plupart des agglomérations.
Ces réseaux sont généralement financés par les cantons concernés, la confédération, et les Chemins de fer fédéraux suisses.

#### Tramways

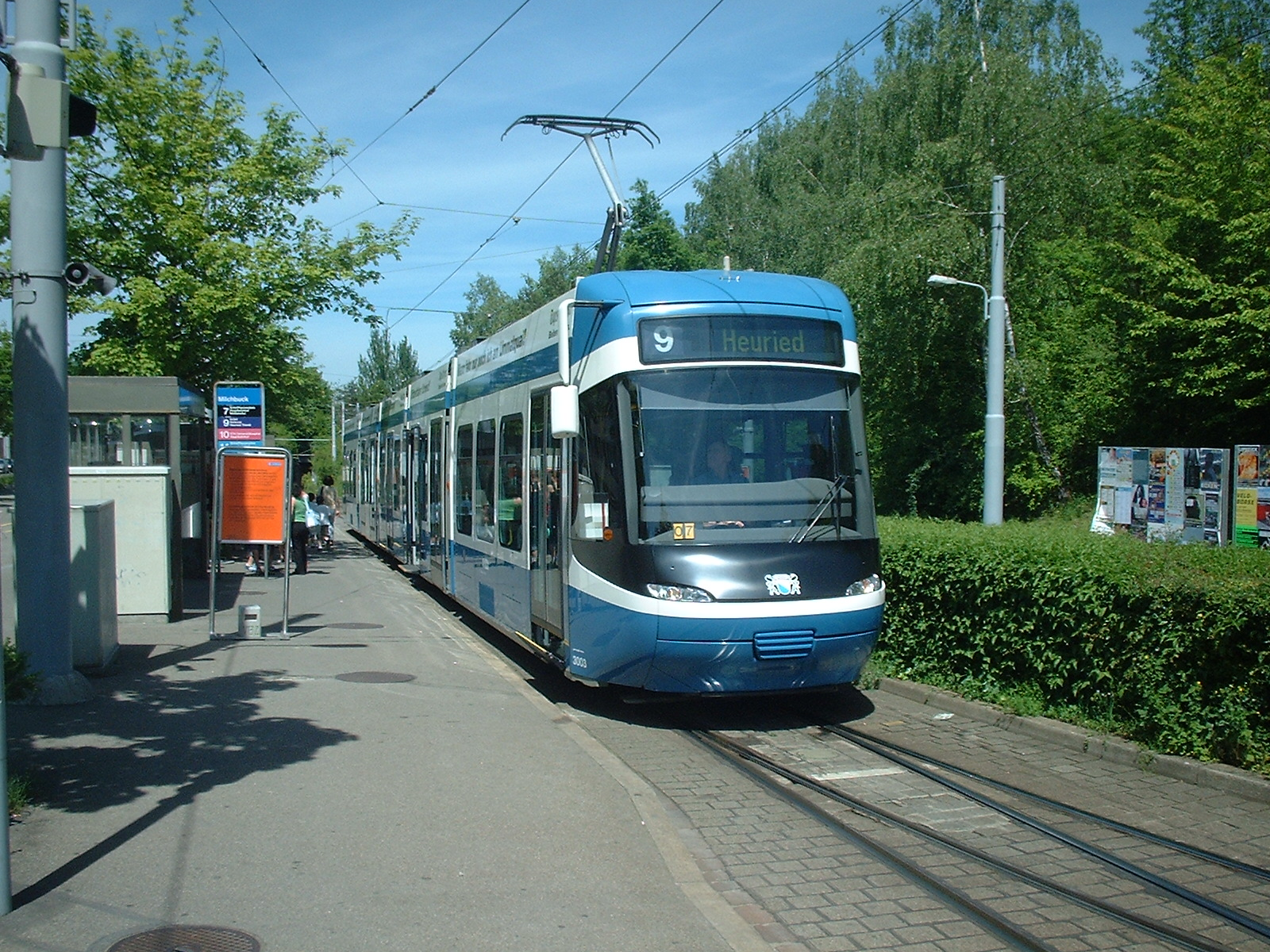
Une rame de tram à Zurich

Apparu pour la première fois à Genève en 1862, le tramway s'est rapidement développé dans les grandes agglomérations ainsi que dans une dizaine de villes de taille moyenne, surtout en Suisse occidentale, entre 1870 et 1890. Comme en France, les années 1950 - 1960 virent la disparition du tram dans les villes de Suisse romande et italophone, alors que la Suisse alémanique conserva ses lignes, à l'exception des villes de Winterthour et de Schaffhouse. Actuellement, la tendance est à la reconstruction, avec des projets à Lausanne et Bienne, ou au développement des réseaux (Bâle, Berne, Genève et Zurich).
Outre les réseaux urbains, il y a encore des tramways suburbains à Bâle et Neuchâtel ainsi que des lignes de tramways interurbains.
| Ville (+ nom allemand) | Canton | Mise en service | Long. max. du réseau  | Rampe max. |
| Bâle (Basel)           | BS     | 06.05.1895      | 51,66 km (1958)       | 73 ‰       |
| Berne (Bern)           | BE     | 01.10.1890      | 18,20 km (1932-1935)  | 65 ‰       |
| Genève (Genf)          | GE     | 19.06.1862      | 119,71 km (1923-1924) | 74 ‰       |
| Zurich (Zürich)        | ZH     | 05.09.1882      | 68,74 km (1931-1933)  | 77 ‰       |

##### Zurich

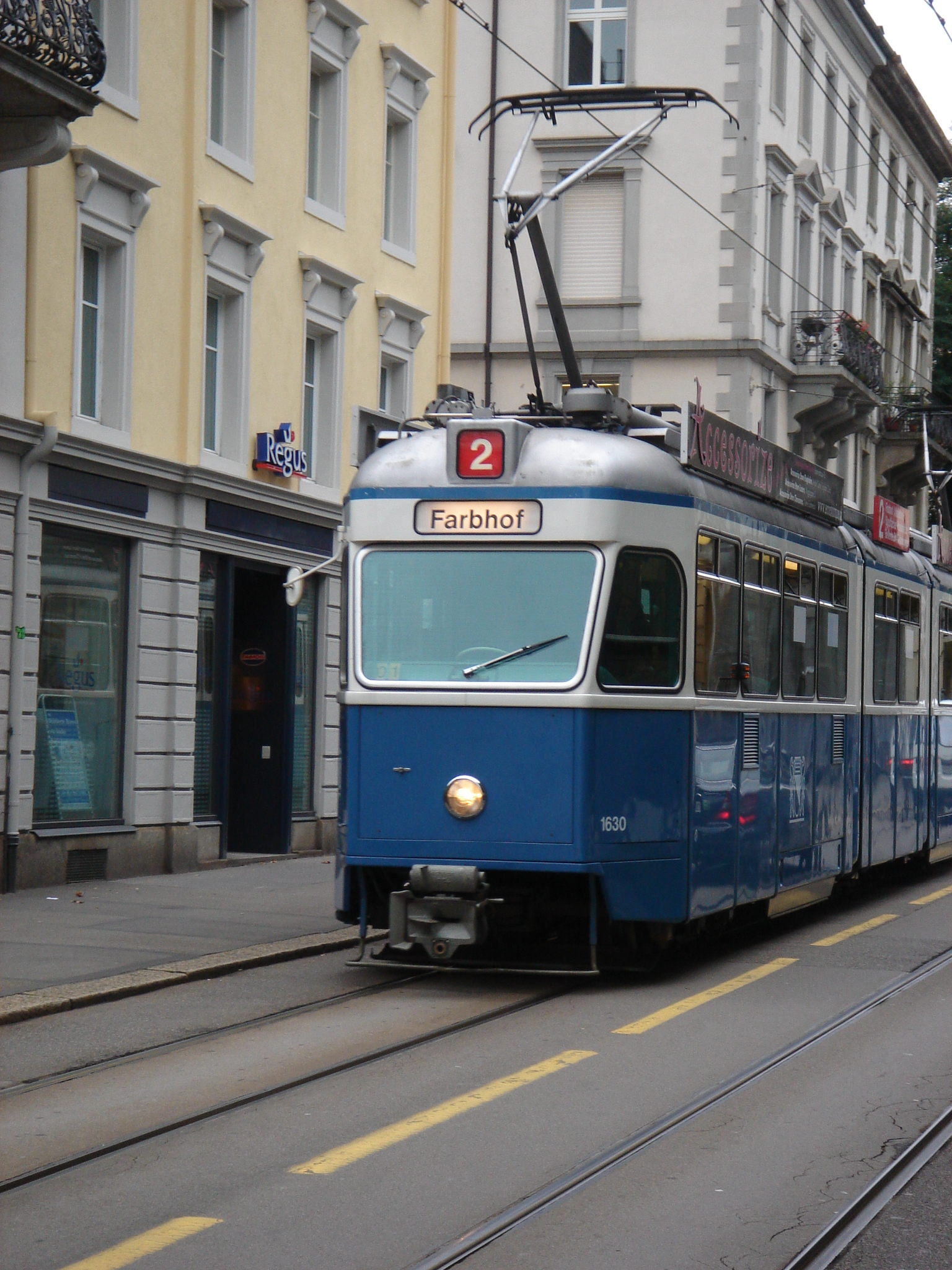
Tram des VBZ à Zurich

Le plus grand réseau est actuellement à Zurich, où les Verkehrsbetriebe Zürich (VBZ) exploitent 13 lignes de trams différentes, 68,45 km de voies et 109,3 km de lignes.
Avec l'entrée en vigueur du nouvel horaire le 10 décembre 2006, les VBZ ont ouvert à l'exploitation la première partie du réseau de tramways de la Vallée de la Glatt au nord de la ville. La ligne 11 est ainsi prolongée de Messe/Hallenstadion à Auzelg, soit trois kilomètres et cinq stations supplémentaires. À terme, les tramways circuleront jusqu'à l'Aéroport international de Zurich,.

##### Bâle
Bâle dispose d'un dense réseau de tramways urbains et suburbains. Les premiers, de couleur verte, sont exploités par la compagnie BVB (Basler Verkehrsbetriebe : transports publics bâlois) ; les seconds, jaunes à bande rouge, appartiennent aux BLT (Baselland-Transport : transport de Bâle-Campagne. Actuellement, les 8 lignes urbaines des BVB totalisent 65,9 km et les véhicules circulent sur 46,58 km de voies.

##### Genève

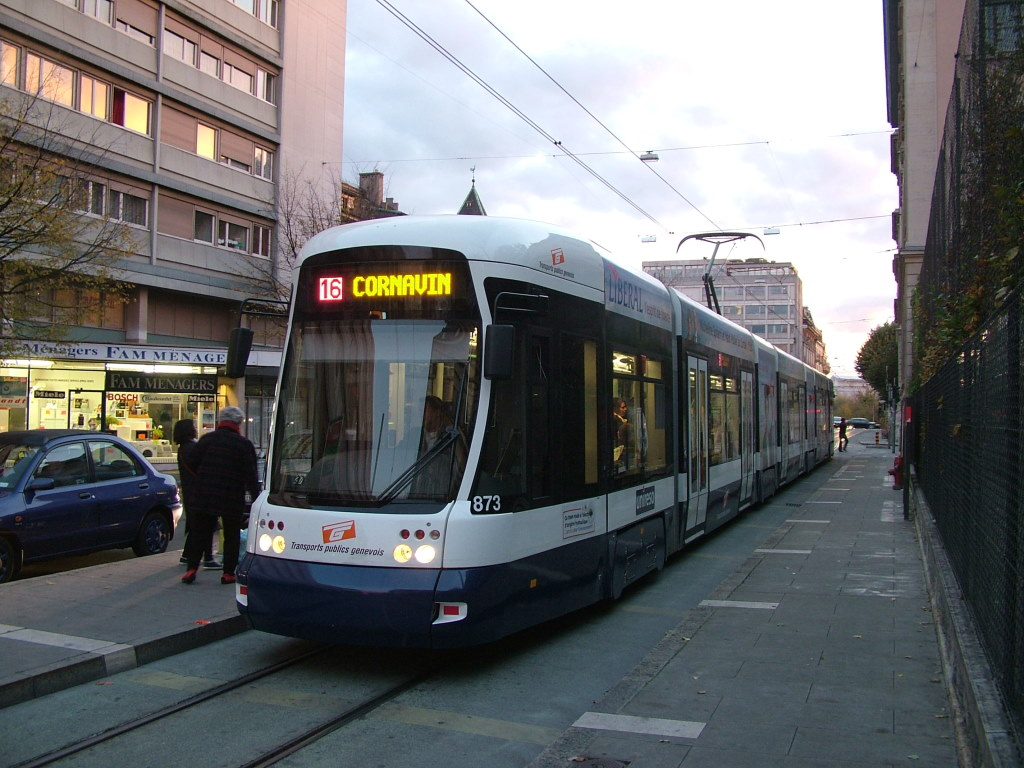
Tram des TPG à Genève

Genève fut la première ville de Suisse en 1862 à posséder un tram. Le réseau s'agrandit ensuite progressivement et devint pendant les années 1920 le plus important d'Europe avec 120 km; cependant en raison de l'augmentation du trafic automobile lors des années 1960 et du désintérêt général pour les transports en commun, le réseau faillit disparaître totalement, seule étant sauvegardée la ligne 12 (Carouge - Moillesulaz). D'abord assurée par la Compagnie genevoise des tramways électriques, la gestion fut confiée en 1977 aux Transports publics genevois. À partir de 1995, de nouvelles lignes de trams furent ouvertes; il y a maintenant cinq lignes en service (ajout de la ligne 17 de Lancy-pont-rouge à Annemasse Parc Montessuit). Quelques lignes sont en projet.

##### Berne

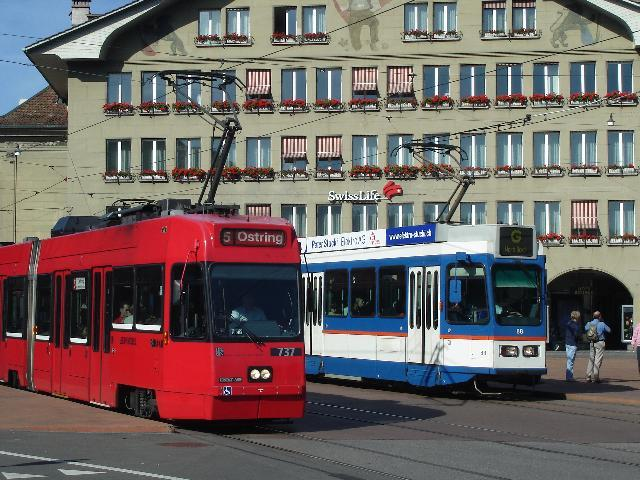
Trams à Berne. Rouge de Bernmobil, bleu du Regionalverkehr Bern-Solothurn (RBS)

Le réseau de tram bernois arriva à son apogée lors des années et ne dépassa depuis 13,7 km, parcourut[Quoi ?] par trois lignes; un prolongement vers Bümpliz a été accepté le 26 novembre 2006 par le peuple bernois. Il est géré par Bernmobil.

##### Lausanne
De 1896 à 1964, il y a eu des tramways à Lausanne, fruits de l’ingénieur Adrien Palaz, mais le réseau de tramways lausannois a été mis hors service le 6 janvier 1964. Dans les années 1930, le réseau compte 66 km de lignes de tramways mais les autobus et trolleybus vont rapidement remplacer le rail pour quelques décennies.
Le tramway fera néanmoins son retour en 2018 avec la création de la ligne t1 entre la Place de l'Europe à Lausanne-Flon et la gare de Renens, en passant par la Rue de Genève, l'Av. de Morges (à une centaine de mètres de la halte de Prilly-Malley, la Route de Renens et la Rue de Lausanne. Les travaux s'étaleront de 2014 à 2018. Un prolongement de la ligne est envisagé jusqu'à Villars-Sainte-Croix. Le t1 sera géré par les transports publics de la région lausannoise.
- Présentation du futur tramway t1 en vidéo

## Gestionnaires d'infrastructure et exploitants

### Chemins de fer fédéraux
Les Chemins de fer fédéraux suisses (SBB CFF FFS) sont une société anonyme (SA) appartenant à 100 % à la Confédération Suisse. Ils furent créés en 1902 par fusion de plusieurs entreprises ferroviaires, principalement pour harmoniser le réseau existant ou futur; d'autres compagnies y furent intégrées par la suite. Transformé en 1999 en SA, les CFF sont actuellement la principale entreprise ferroviaire, par la longueur du réseau (3 011 km de lignes sur un total de 5 063) et la fréquentation voyageur (327,5 millions de voyageurs en 2009) et marchandise (11 674,2 tonnes-kilomètres en 2009). Basés à Berne, les CFF sont actuellement dirigés par Vincent Ducrot et emploient 27 978 collaborateurs en 2009.

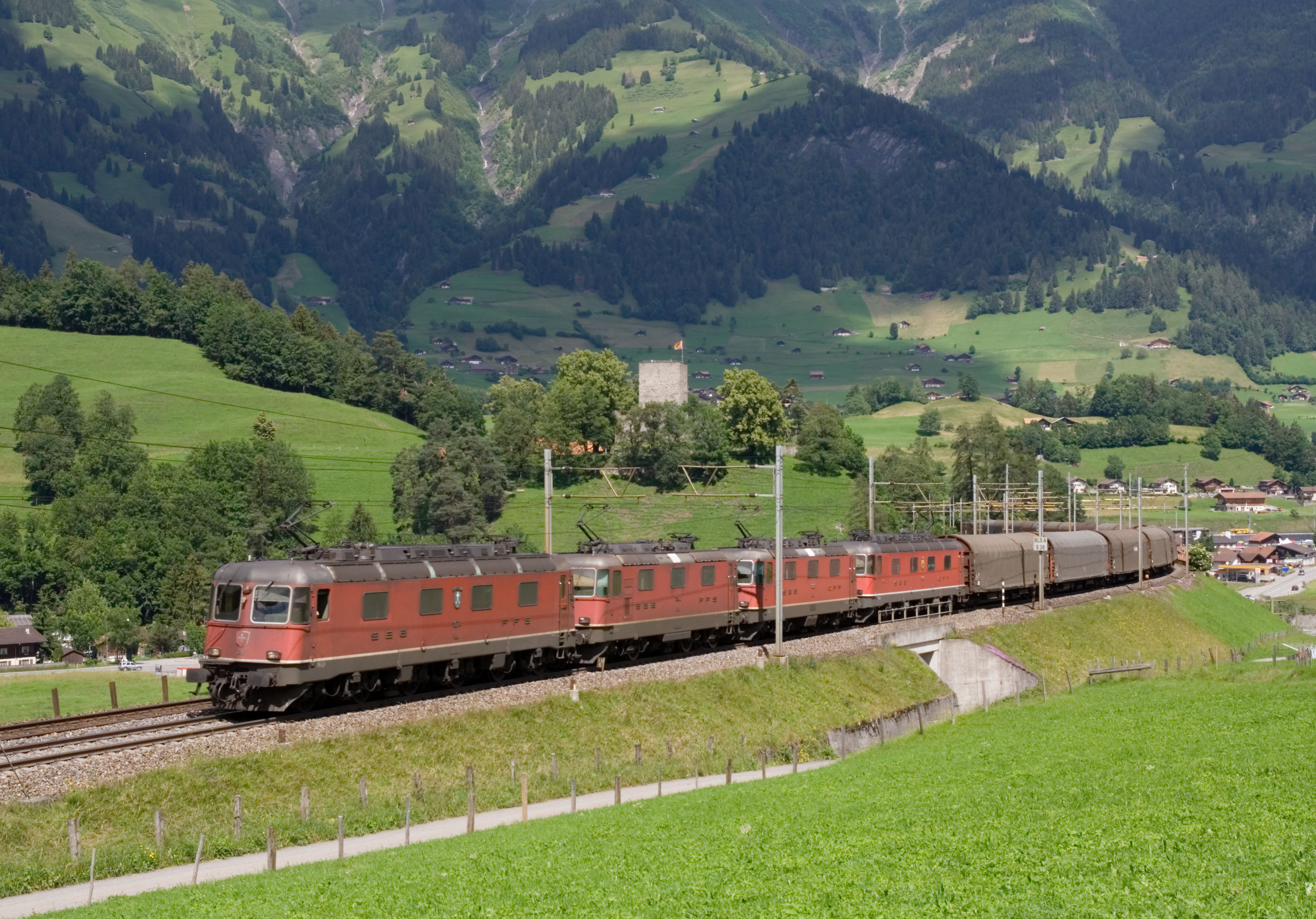
Un convoi de fret de SBB Cargo la division marchandises des CFF

Les CFF sont divisés en quatre divisions :
- Voyageurs pour tous les transports de personnes.
- Cargo pour tous les transports de fret ("CFF Cargo").
- Infrastructure pour l'entretien des voies, de la signalisation, etc. ainsi que pour l'exploitation du réseau
- Immobilier pour la gestion des bâtiments telles que les gares, dépôts, bureaux, centre commerciaux.

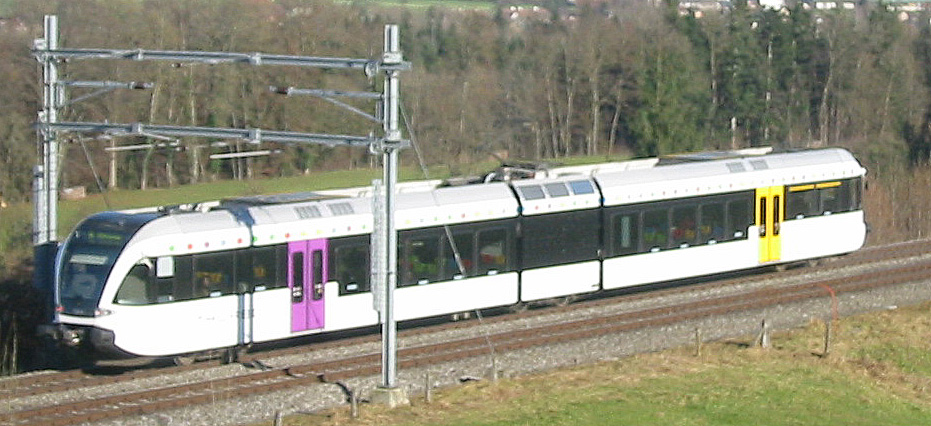
Une rame de RER de la filiale Thurbo dans le canton de Saint-Gall

Les CFF possèdent plusieurs filiales:
- Filiales à 100 %
  - Securitrans (Sécurité dans les transports publics), Berne
  - AlpTransit Gotthard (Construction du tunnel de base du Saint-Gothard), Lucerne
  - Elvetino (Restauration à bord des trains), Zurich
  - SBB GmbH (Transport de passagers par RER et trains régionaux dans la région de Constance), Constance (D)
  - Etzelwerk AG (Centrale hydro-électrique), Einsiedeln
  - SBB Insurance (Assurance), Vaduz (FL)
- Filiales "partagées"
  - Thurbo (Transport de passagers par RER et trains régionaux dans la région de Saint-Gall), Kreuzlingen (90%)
  - Krafwerk Amsteg AG (fournisseur d’électricité), Silenen (90%)
  - Kraftwerk Wasser AG (fournisseur d’électricité), Wassen (90%)
  - RailAway (Distributeur de prestations loisirs en Suisse), Lucerne (86%)
  - SBB Cargo International, Olten (75% CFF Cargo, 25% Hupac)
  - SBB Cargo Deutschland GmbH (Filiale allemande de SBB Cargo International), Duisbourg (D)
  - SBB Cargo Italia S.r.l. (Filiale italienne de SBB Cargo International), Milan (I)
  - SBB Cargo Nederland B.V. (Filiale néerlandaise de SBB Cargo International), Rotterdam (NL)
  - öV Preis–und Vertriebssystemgesellschaft AG, Berne (75%)
  - RT&S Lokführer-Akademie GmbH, Duisbourg (D) (75%)
  - Ritom SA (Fournisseur d’électricité), Quinto (75%)
  - RegionAlps (Transport de passagers par RER et trains régionaux dans le canton du Valais), Martigny (70% CFF, 12% TMR, 12% VS)
  - Login FP SA (Entreprise formatrice), Olten (69% CFF, 10% BLS, 10% Rhb, 10% UTP)
  - Zentralbahn (Transport de passagers par RER et trains régionaux en Suisse centrale), Stansstad (66% CFF, 16% CH, 12% NW, 5% OW, 5% Engelberg)
  - ChemOil Logistics SA (Transport logistique de produits pétroliers et chimiques), Bâle (65%)
  - ChemOil Logistics GmbH (Filiale allemande de ChemOil Logistics SA), Weil am Rhein (D)
  - Sensetalbahn AG (concessionnaire), Berne (65% CFF, 34% PAG)
  - CFF Cargo (Transport fret), Olten (60%)
  - Lémanis (Gestion du Léman Express), Genève (60% CFF, 40% SNCF)
  - Swiss Travel System SA (Distributeur de produits ferroviaire touristiques en Suisse), Zurich (60%)
  - TiLo (Transport de passagers entre le Tessin et la Lombardie), Bellinzone (50% CFF, 50% TI)
  - RheinAlp GmbH, Francfort-sur-le-Main (D) (50% CFF, 50% DB
  - Cisalpino (En liquidation), Muri bei Bern (50% CFF, 50% TI)
  - Parking de la Gare de Neuchâtel SA, Neuchâtel (50%)
  - RailEurope (Distributeur de produits ferroviaires en Europe), Puteaux (F)  (42%)
  - Nant de Drance (Fournisseur d’électricité), Finhaut (39% Alpiq, 36% CFF, 15% IWB, 10% FVB)
  - Kraftwerk Göschenen AG (Fournisseur d’électricité), Göschenen (36%)
  - Grosse Schanze AG (Services immobiliers), Berne (34%)
  - Gateway Basel Nord AG (Transport maritime), Bâle (33% CFF Cargo, 33% Hupac, 33% Contargo AG)
  - RAlpin (Transport fret), Olten (33% CFF Cargo, 33% BLS, 33% Hupac, 1% RAlpin)
  - BOS Management AG, Altstätten (31%)
  - TGV Lyria (Transport de passagers par TGV entre la Suisse et la France), Paris (F) (74% SNCF, 26% CFF)
  - Sillon Suisse SA, Berne (25%)
  - Hupac SA (Transport fret), Chiasso (24%)
  - Swiss Travel Centre AG, Zurich (24%)
  - Parking de la Place Cornavin SA, Genève (20%)
  - TERCO (Entreprise de logistique et de ferroutage), Chavornay (18%)

### BLS
Le BLS est une société anonyme (SA) appartenant en majorité au canton de Berne. Il fut créé en 2006 par fusion du BLS Bern-Lötschberg-Simplon avec les Transports régionaux du Mittelland, pour former le BLS sous sa forme actuelle. Le BLS est actuellement la deuxième compagnie ferroviaire du pays ; il est principalement présent dans le canton de Berne, surtout dans le trafic du RER et régional, où il exploite un réseau de 434 km. En 2007, le BLS a transporté 52,1 millions de passagers et 2 980,8 millions de tonnes/km. Basé à Berne le BLS est actuellement dirigé par Bernard Guillelmon et emploie 2 801 collaborateurs en 2008,.
Le BLS possède plusieurs filiales:
- Filiale

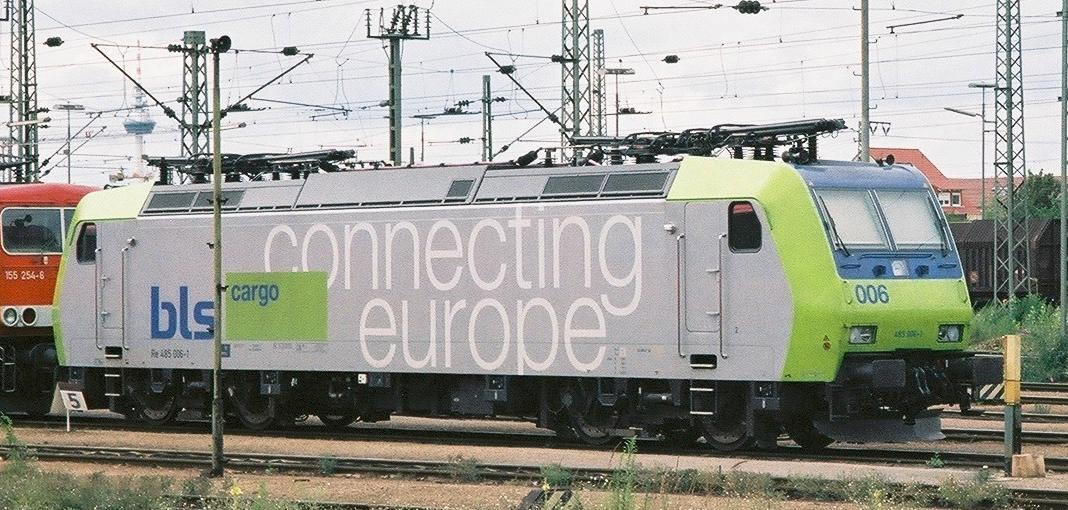
Une locomotive BLS Re 485 pour le fret, appartenant à BLS Cargo

  - BLS AlpTransit (Construction du tunnel de base du Lötschberg 100 % BLS)
  - Crossrail Benelux
- Filiales partagées
  - BLS Cargo (Transport de marchandises. 52 % BLS - 48 % autres)
  - Busland AG Transport de passagers par bus. 84.5 % BLS - 15.5 % autres)
  - Emmental Tours AG (Transport de passagers pour excursions touristiques 99 % BLS - 1 % autres)

### Chemins de fer rhétiques
Les Chemins de fer rhétiques, en allemand Rhätische Bahn (RhB), en italien Ferrovia Retica (FR) et en romanche Viafier Retica (VR), sont une société anonyme appartenant à 51 % au canton des Grisons, 43 % à la confédération et à 6 % à des communes ou privés. Ils furent créés en 1898, se substituant à la Société Anonyme des chemins de fer à voie étroite Landquart - Davos (LD), créée en 1888 par Willem-Jan Holsboer, et s'occupent maintenant des connexions régionales du canton des Grisons. Troisième entreprise de transport ferroviaire suisse par l'étendue du réseau, elle exploite 384 km  de lignes équipées en voie de 1 000 mm. En 2008, les RhB ont transporté 10 654 000 passagers, 813 000 tonnes de marchandises et 436 000 automobiles par trains d'automobiles accompagnées. Basés à Coire, les RhB sont dirigés par Erwin Rutishauser. Ils sont particulièrement connus pour leurs lignes touristiques, telles que le Glacier Express ou encore le Bernina Express et Albula Express, inscrits au patrimoine mondial de l'UNESCO.

## Histoire

### Débuts (1847-1880)

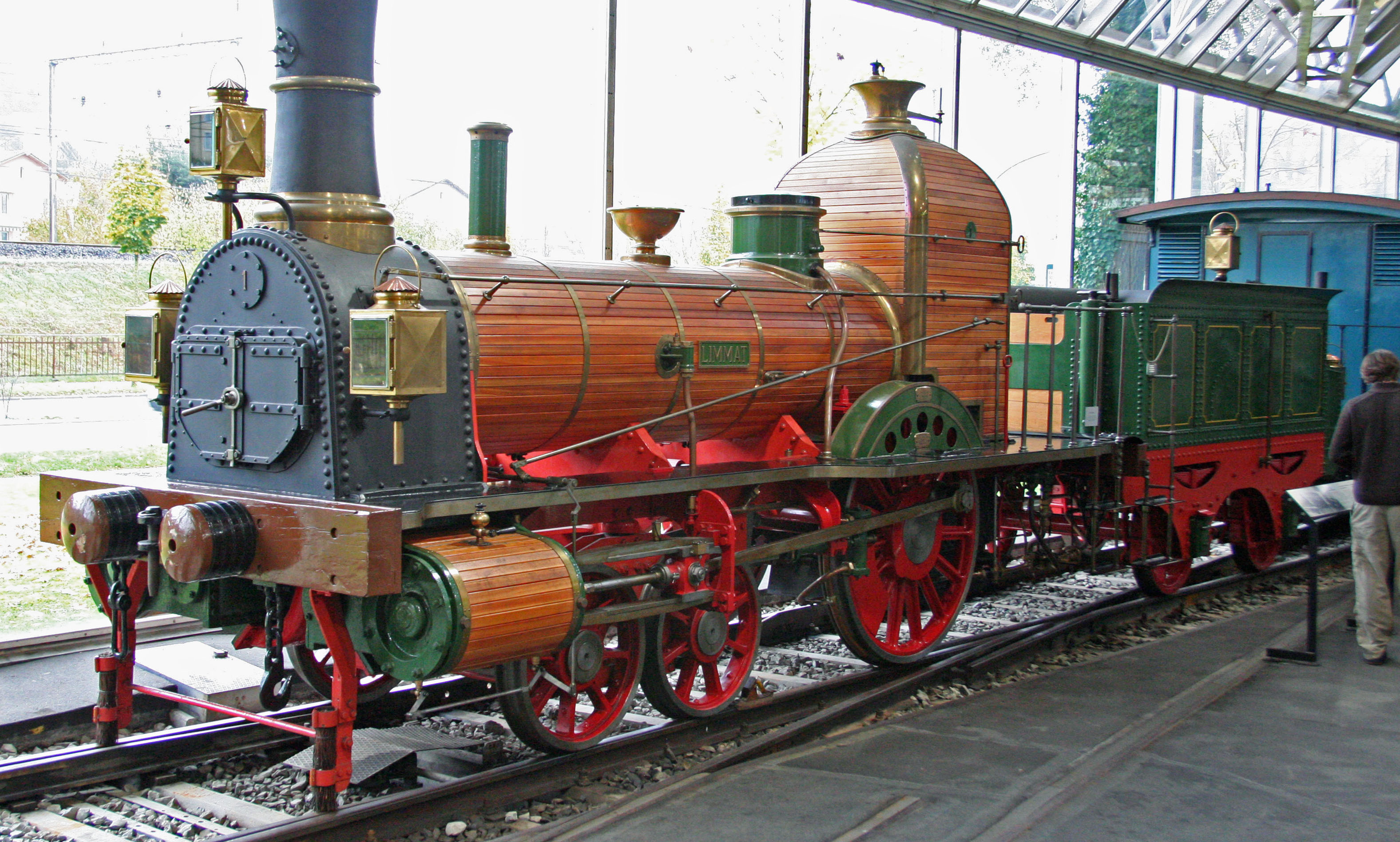
Réplique de la Limmat, première locomotive à avoir circulé entre Zurich et Baden

#### Première ligne
La première ligne ferroviaire suisse fut construite entre Zurich et Baden et inaugurée le 8 août 1847. L'inauguration fut fêtée en grande pompe, avec les rues du centre-ville fleuries, des coups de canons, etc. Vers midi le premier train partit de Zurich sur la nouvelle ligne, construite par la compagnie Nordbahn; le train transportait 144 passagers dans quatre voitures, il arriva à Baden en 33 minutes, parcourant les 22 km du parcours avec une moyenne d'environ 40 km/h ; vers 13 h, un autre train partit en sens inverse.

#### Premiers projets
Lors des débuts du chemin de fer en Suisse, le pays ne connaissait pas l'unité politique actuelle; chaque canton était libre de concevoir ses propres normes et de financer des lignes ou d'offrir des concessions sans l'aval des autorités fédérales. Cette division importante du territoire ne permettait pas une expansion contrôlée du réseau. C'est en partie pour ces raisons que la diète (nom du parlement d'époque) accepta la constitution de 1848, qui permit à la Confédération d'« ordonner à ses frais ou encourager par des subsides les travaux publics qui intéressent la Suisse ou une partie considérable du pays. À cette fin, elle peut ordonner l'expropriation moyennant une juste indemnité ». Avec ceci le conseil fédéral reçut en 1849 le mandat de faire un plan de réseau général des chemins de fer suisse, dessiné par des experts impartiaux, ainsi que l'autorisation d'octroyer des concessions lorsque la construction se ferait en mains privées. Un comité d'étude fut nommé pour étudier un futur plan de construction général bénéficiant à l'ensemble du pays; en 1851 fut alors présenté un projet, celui-ci mentionnait alors la construction d'une ligne partant de Genève jusqu'à Romanshorn, passant par Yverdon-les-Bains, Soleure, Zurich et Winterthour, avec des embranchements pour Berne, Bâle, Lucerne et Schaffhouse, et un tronçon Biasca - Locarno. Ce plan de développement ne fut pas accepté par le conseil national, qui décida finalement de laisser aux cantons le droit d'octroyer les permis de construire à partir de 1852.

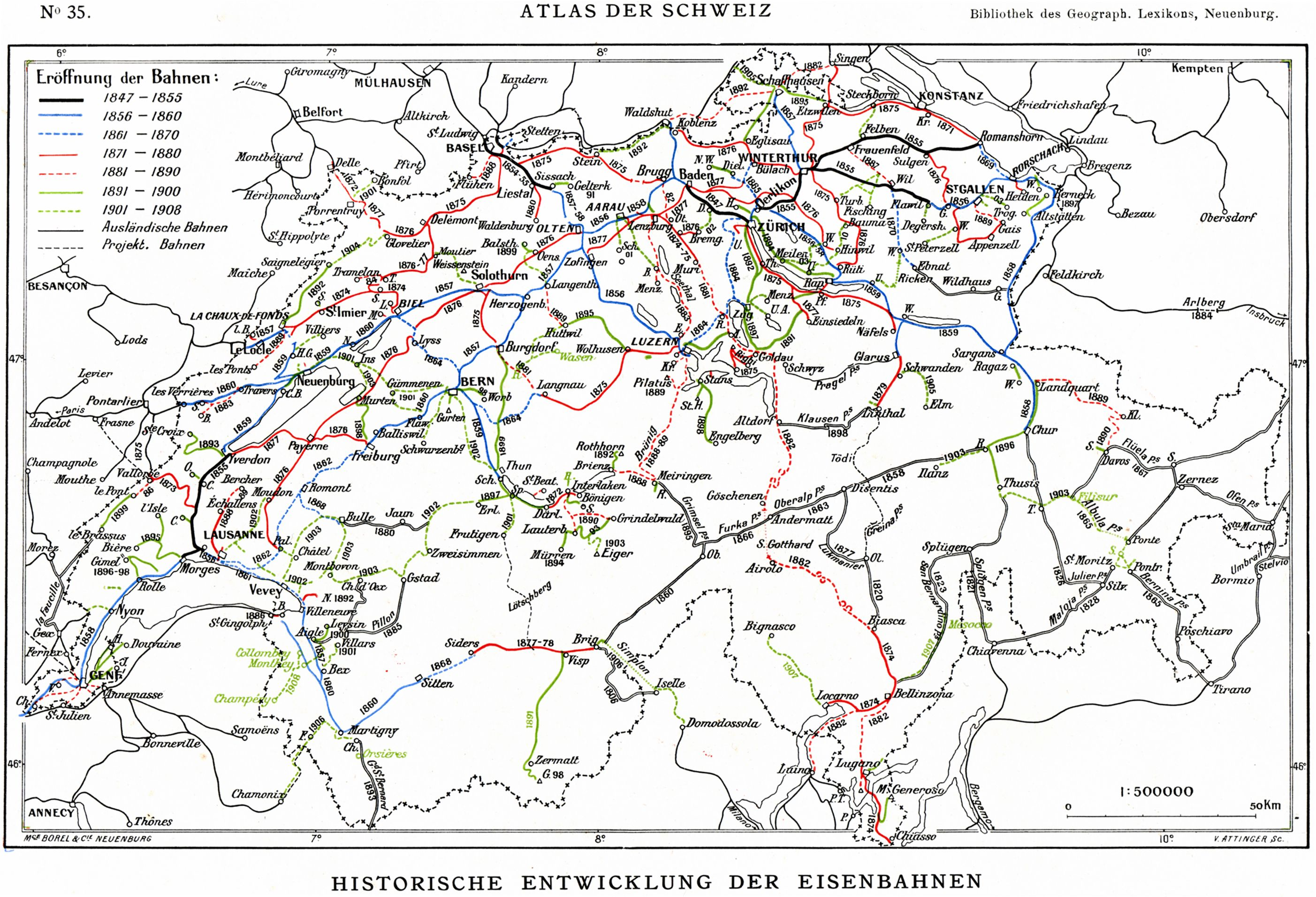
Carte du développement ferroviaire suisse entre 1847 et 1908

C'est à partir de là que l'expansion du réseau commença vraiment. N'étant finalement pas régi par un plan d'ensemble, le réseau se développa de façon désordonnée et incohérente, en une petite dizaine d'années, plus de 1 000 km de lignes furent construits. Lors des années 1860, trois compagnies ferroviaires dominaient le paysage ferroviaire suisse: le chemin de fer du Nord-Est d'Aarau à Zurich, le Central Suisse, à partir de Bâle et le Ouest Suisse en Suisse romande autour du lac Léman. Ces trois compagnies ainsi que les dizaines plus petites dépensèrent lors de ces années près de 340 millions de francs suisses; ce fut aussi dans le cadre de cet engouement que la compagnie du Nord-Est créa en 1856 la Kreditanstalt à Zurich, banque ouvrant trois millions de francs au publics. Les souscriptions monteront à 21,78 millions en trois jours; cette banque deviendra par la suite Crédit suisse,,. Malgré les importants investissements, la crise économique des années 1860 frappa aussi durement les lignes à profil difficile, demandant d'importants moyens financiers; la crise rapprocha par conséquent les compagnies entre elles, qui souvent fusionnaient pour échapper à la faillite. En 1863, fut présenté un projet de nationalisation du réseau, celui-ci poussa alors les principales compagnies à fonder en 1867 la Société pour l'exploitation des chemins de fer suisses. Parallèlement, les trois plus grandes entreprises ferroviaires romandes fusionnèrent en 1873, pour fonder la Chemin de fer de la Suisse occidentale. Cette dernière deviendra la Compagnie du Jura-Simplon le 1er janvier 1890.